# Wola Starogrodzka
Wola Starogrodzka (prononciation : [ˈvɔla starɔˈɡrɔt͡ska]) est un village polonais de la gmina de Parysów dans le powiat de Garwolin de la voïvodie de Mazovie dans le centre-est de la Pologne.
Il se situe à environ 7 kilomètres au nord-ouest de Parysów (siège de la gmina), 12 kilomètres au nord de Garwolin (siège du powiat) et à 48 kilomètres au sud-est de Varsovie (capitale de la Pologne).
Le village possède approximativement une population de 645 habitants.

## Histoire
De 1975 à 1998, le village appartenait administrativement à la voïvodie de Siedlce. Bartłomiej Całka est le maire.